# 3273 км
3273 км — железнодорожная станция (тип населённого пункта) в Коченёвском районе Новосибирской области России. Входит в Леснополянский сельсовет. 
Фактически урочище.

## Топоним
До 2017 года официальное название — Остановочная Платформа 3273 км, позже изменено, как и у других НП, областным законом (исключены слова «остановочная платформа»).

## География
Площадь населённого пункта на 2007 год — 0 гектаров.

## История
Поселение при железнодорожном разъезде, возникший при строительстве Транссиба в 1896 году.

## Население
| 2002 | 2007 | 2010 |
| ---- | ---- | ---- |
| 15   | ↘10  | ↘8   |

## Инфраструктура
В населённом пункте по данным на 2007 год отсутствует социальная инфраструктура.
Вблизи разъезда расположены несколько СНТ.

## Транспорт
Действует остановочная платформа 3273 км.